# Antykwa klasycystyczna
Antykwa klasycystyczna – odmiana kroju czcionki przygotowana w 1784 roku przez Firmina Didota. 
Antykwa klasycystyczna ewoluowała z powstałej w 1695 roku czcionki Romain du Roi zaprojektowanej przez Louisa Simonneau i znanej jako antykwa barokowa. Antykwa klasycystyczna charakteryzuje się dużym kontrastem pomiędzy grubymi i cienkimi elementami litery. Kontrast jest tak duży, że część cienką nazywamy włosowatą. Oś litery jest prostopadła do linii pisma. Litery okrągłe, podobnie jak w antykwie barokowej, pozostały cieniowane. 
Głównymi typografami używającymi w swoich oficynach i drukach antykwy klasycystycznej byli, prócz Didotów, typograf włoski Giambattista Bodoni, który w 1789 roku stworzył stylowe pismo, na którym wzorowali się późniejsi twórcy oraz odlewacz i typograf niemiecki Justus Walbaum, który w 1803 roku stworzył odmianę pochyłą antykwy klasycystycznej. 
Z antykwy klasycystycznej wywodzi się polski krój narodowy znany pod nazwą antykwy Półtawskiego – autorstwa Adama Półtawskiego.